# Paul Heinrich Nodnagel

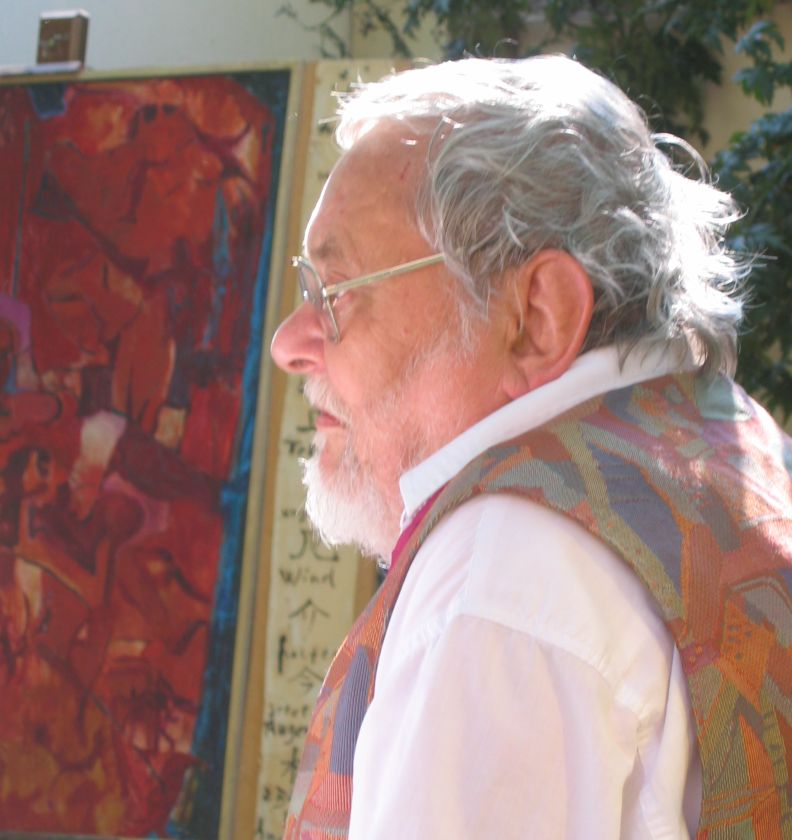
Paul Heinrich Nodnagel

Paul Heinrich Nodnagel (* 8. Dezember 1928 in Erbach (Odenwald); † 15. Juli 2009 in Hersbruck) war ein deutscher Kunstmaler der Moderne.

## Leben und Werk
Nodnagels Großmutter stammte aus der musikalisch geprägten Darmstädter Herkunftsfamilie Mangold. Sein Vater, Nachkomme einer alt eingessenen Darmstädter Bürgerfamilie, arbeitete als Architekt und Baurat. Nodnagel verbrachte seine Kindheit in Erbach und Worms. Als Sechzehnjähriger wurde er kurz vor Kriegsende eingezogen und geriet in amerikanische Gefangenschaft. Dort beschloss er 1945 Maler zu werden. Nach dem Krieg lebte die Familie in Frettenheim.
1948 bis 1957 studierte Nodnagel an der Staatlichen Bau- und Kunstschule in Mainz und an der Staatlichen Akademie der Bildenden Künste Karlsruhe, ab 1951 in der Klasse von Wilhelm Schnarrenberger und ab 1953 als Meisterschüler von Walter Becker. Er wurde gefördert durch die Studienstiftung des deutschen Volkes, die ihm einen Studienaufenthalt in Paris ermöglichte.
Anschließend war Nodnagel im Schuldienst angestellt, bis 1960 in Hessen, ab 1972 in Bayern. In den Jahren 1960 bis 1972 war er freiberuflich tätig.
1957 schloss er die Ehe mit Brigitte Feil und siedelte nach Reichenschwand um. In den acht darauffolgenden Jahren kamen eine Tochter sowie zwei Söhne zur Welt.
Nodnagel schuf u. a. Ölgemälde, Aquarelle, Zeichnungen, Lithographien, Radierungen. Sein Werk beinhaltet realistische sowie freie abstrakte Motive. Ein größerer Themenkomplex nimmt Bezug auf seine Beschäftigung mit der griechischen Mythologie.

## Öffentliche Ankäufe und Aufträge
- Städtische Galerie Karlsruhe
- 1957 Pfalzakademie in Lambrecht (Pfalz)
- 1960 Hessisches Landesmuseum Darmstadt: Graphische Sammlungen
- 1962 Bowling-Center Maxfeld (Nürnberg): Großes Wandbild
- 1997 Museum Pachen in Rockenhausen
- 2002 Verkehrsmuseum Nürnberg

## Ausstellungen
- 1949 in Worms "Künstler des Wonnegaus"
- 1956 in Neustadt an der Weinstraße
- 1957, 1959, 1962, 1980, 2008 und 2014 in Nürnberg
- 1960, 1970 in Darmstadt
- 1960, 1961 und 1962 in Karlsruhe
- 1977, 1995, 1999, 2001 und 2011 in Hersbruck
- 1978 und 2004 in der Werkscheune Peunting bei Altdorf
- 1984 "Altdorfer Kulturtage" in Altdorf
- 1985 in Fürth und Schwabach
- 1990 in Lauf an der Pegnitz
- 1990 und 2018 in Sulzbach-Rosenberg
- 2014 in Krakau